# Érôme
Érôme là một xã thuộc tỉnh Drôme trong vùng Auvergne-Rhône-Alpes đông nam nước Pháp. Xã Érôme nằm ở khu vực có độ cao trung bình 134 mét trên mực nước biển.